# Иоасаф (Маклеллан)
Архимандри́т Иоаса́ф (англ. Archimandrite Joasaph, в миру Франсис Рональд Маклеллан младший, англ. Francis Ronald McLellan Jr.; 24 января 1962, Бостон — 18 декабря 2009, Бостон) — американский славист и религиозный деятель, в последний год жизни — архимандрит Русской православной церкви заграницей, начальник Русской Духовной Миссии РПЦЗ в Иерусалиме.

## Биография
Родился 24 января 1962 года в Бостоне в семье Франсиса Джеймса Маклеллана и Полины Маклеллан (до замужества Руни).
Учился в общеобразовательных средних школах Бостона, Роксберри Латин, окончил школу Коммонуэлт. Его духовным домом стал Богоявленский приход Бостона. Также он приезжал на лето в Свято-Троицкий монастырь в Джорданвилле, где был занят на послушаниях, общался с монахами из разных стран, работал на тракторе и в коровнике, пел на клиросе, прислуживал в алтаре.
В 1985 году окончил Свято-Троицкую семинарию в Джорданвилле со степенью бакалавра богословия, где был лучшим учеником выпуска, в связи с чем удостоился чести произнести прощальную речь к профессорам и семинаристам по-английски.

### Научная и церковная деятельность
Позднее в Университете Брауна изучал славянские языки и литературу, там же в 1996 году получил степень магистра искусств и доктора философии, защитив докторскую диссертацию: «Евангелие Хиландарского монастыря и его значение в истории церковно-славянского текста Евангелия». Впоследствии преподавал русский язык в Университете Миссури и в Принстонском университете.
Был прихожанином Богоявленского храма в Рослиндэйл и был при нём чтецом и регентом.
Интересовался церковной жизнью в России, переписывался с сёстрами Ново-Тихвинского женского монастыря в Екатеринбурге:

в декабре 2002 года, по просьбе протоиерея Романа Лукьянова, настоятеля Бостонского храма, нам написал чтец Иосиф Маклеллан. Уже первые его письма вызвали удивление — да, необычного помощника послал нам Господь! Как ни странно, но благодаря этому коренному американцу мы много узнавали о России, прикасались к её церковной культуре. Например, объясняя, почему в его речи то и дело звучат непривычные для уха современного русского человека «отрадно» и «отселе», он попутно делился воспоминаниями о старших монахах Свято-Троицкого монастыря и преподавателях семинарии в Джорданвилле, представителях первой и второй волны эмиграции. Единство Русской Церкви было предметом его самых горячих молитв. Владыку Лавра он глубоко и благоговейно почитал и называл своим Аввой…

В 2000—2004 годах он преподавал русский язык в Миссурийском университете в Колумбии (штат Миссури). Угощал студентов блинами перед постом в своей «крошечной квартирке». После Университета Миссури он преподавал в Принстонском университете.

### Принятие монашества и священного сана
По просьбе митрополита Лавра (Шкурлы) оставил место преподавателя в Принстоне ради служения Церкви. Вскорости, митрополит Лавр скончался, но новоизбранный первоиерарх митрополит Иларион (Капрал) благословил его продолжить начатое и поступить послушником в Джорданвилльский Свято-Троицкий монастырь, что он и сделал в начале сентября 2008 года.
10 октября 2008 года в Свято-Троицком монастыре в Джорданвилле Первоиерархом РПЦЗ митрополитом Иларионом (Капрплом) был пострижен в монашество с именем Иоасаф в честь святителя Иоасафа Белгородского. На следующий день там же рукоположён в сан иеродиакона.
7 декабря 2008 года в Свято-Троицком монастыре епископ Мэйфильдский Георгий (Шейфер) после своей епископской хиротонии рукоположил его в сан иеромонаха. До своего отъезда из Джорданвилля служил каждый день утром и вечером.

### Начальник Русской духовной миссии в Иерусалиме
Назначен начальником Русской духовной миссии в Иерусалиме (РПЦЗ), в связи с чем 7 февраля в кафедральном соборе Святых Новомучеников и Исповедников Российских в Мюнхене архиепископом Берлинским Марком (Арндтом) возведён в сан архимандрита, после чего вместе с ним отбыл в Иерусалим.
Служил в русских монастырях на Елеоне и в Гефсимании. В Святой Земле ему пришлось заниматься имущественными вопросами, заботила архимандрита Иоасафа и нехватка священников. Он стал первым начальником Иерусалимской духовной миссии Русской Зарубежной Церкви, который после 1948 года служил в новом соборе Всех святых, в земле Российской просиявших, Горненского монастыря духовной миссии Московского Патриархата. При архимандрите Иоасафе была восстановлена полнота церковного общения с Иерусалимским Патриархатом, подтверждённое 5 мая 2009 года торжественным сослужением на Живоносном Гробе Господнем митрополита Аристарха (Перистериса), Секретаря Священного Синода Иерусалимского Патриархата, и епископа Штутгартского Агапита (Горачека).
11 августа 2009 года в присутствии Курской Коренной Иконы Божией Матери совершил панихиду у могилы Сергея Яковлевича Семененко на кладбище Маунт-Обурн в Кембридже, шт. Массачусетс, исполнив таким образом желание Митрополита Лавра, который при жизни хотел найти могилу Сергея Яковлевича и совершить по нему заупокойную молитву.
С августа 2009 года архимандрит Иоасаф проходил лечение в центральной больнице Массачусетса в Бостоне у доктора Джеффри Кларка. Несмотря на вынужденный отъезд со Святой Земли, не был освобождён от должности начальника Русской духовной миссии на Святой Земле.
6 декабря 2009 года архимандрита Иоасафа в больнице посетили певчие хор Свято-Троицкого монастыря в Джорданвилле и спели некоторые части воскресного богослужения — ирмосы Рождества и ексапостиларий Введения во Храм Пресвятой Богородицы. Архимандрит Иоасаф был в хорошем расположении духа, поблагодарил хор за посещение и попросил у всех молитв.

### Смерть и похороны
18 декабря 2009 года мирно скончался в возрасте 47 лет в центральной больнице Массачусетса от злокачественной опухоли желчных протоков.
В соболезновании начальника Русской духовной миссии Московского Патриархата архимандрита Исидора (Минаева) говорилось:

Завершился исполненный любовью ко Христу и самоотверженным служением Церкви жизненный путь архимандрита Иоасафа. Несмотря на свой молодой возраст, он проявлял мудрость, рассудительность и пастырское благородство, являя на деле пример доброго пастыря. Своим служением и мудрым словом он укреплял чад Святой Церкви, за что имел любовь и уважение многих православных людей, искавших духовного утешения в Святой Земле.
Похороны состоялись 8/21 декабря 2009 года на кладбище Свято-Троицкого монастыря в Джорданвилле.